# Брюс Будро
Брюс Аллан Будро (англ. Bruce Allan Boudreau; нар. 9 січня 1955) — канадський хокеїст, згодом хокейний тренер, який є головним тренером клубу НХЛ «Ванкувер Канакс». Раніше працював головним тренером «Вашингтон Кепіталс», «Анагайм Дакс» та «Міннесота Вайлд». 

## Життєпис
Будучи гравцем, Будро відіграв на професійному рівні 20 сезонів, провівши 141 гру в НХЛ та 30 ігор у Всесвітній хокейній асоціації. Він захищав кольори «Торонто Мейпл Ліфс» і «Чикаго Блек Гокс» з НХЛ та «Міннесота Файтінг Сейнтс» з ВХА. Будро виграв нагороду Джека Адамса, як головний тренер НХЛ у сезоні 2007–2008 під час перебування в «Кепіталс». Є власником команд Прем'єр-хокейної ліги Сполучених Штатів «Міннесота Блю Окс» і «Херші Кабс».
5 грудня 2021 року Будро призначений головним тренером «Ванкувер Канакс».